# Miloš Sovák
Miloš Sovák (15. dubna 1905, Bechyně – 29. září 1989, Praha) byl lékař, profesor UK, zakladatel československé logopedie a tvůrce logopedické teorie i praxe. Jeho otcem byl učitel Ludvík Sovák.

## Studia a začátky praxe
Poté, co absolvoval gymnázium v Táboře, vystudoval lékařskou fakultu UK v Praze (1930) a později ještě Filozofickou fakultu UK (1948). Nastoupil (1931) jako hospitant na ušní, nosní a krční kliniku prof. Přecechtěla a zde si brzy osvojil otorinolaryngologii (prevence, diagnostika a léčení nosních a krčních chorob). V roce 1932 se stal prvním asistentem prof. M. Seemanna na foniatrickém oddělení kliniky. Foniatrii (vyšetřování hlasu, řeči a sluchu člověka, rehabilitací a léčbou poruch) se plně věnoval a zpracoval první vědecké práce z výzkumu vegetativních reakcí u postižených poruchami plynulosti řeči; prosadil poradenskou péči o osoby s poruchami sluchu a bezplatné přidělování naslouchátek.

## Aktivity
V letech německé okupace republiky působil jako odborný školní lékař pro otorinolaryngologii a foniatrii na magistrátu hl. m. Prahy, na jeho podnět byla zřízena škola pro nedoslýchavé a škola pro vadně mluvící. Založil Českou logopedickou společnost (nese od jeho smrti jeho jméno), organizoval logopedické kurzy pro učitele, založil Logopedický ústav hlavního města Prahy (1946), stal se prvním vedoucím katedry speciální pedagogiky na Pedagogické fakultě UK. Roku 1957 uspořádal v Praze Mezinárodní defektologickou konferenci, dále založil Mezinárodní komitét pro spolupráci v defektologii, roku 1962 organizoval Sympózium reprezentantů speciální pedagogiky socialistických zemí o terminologii, roku 1989 se podílel se na přípravě Mezinárodního kongresu IALP v Praze a angažoval se ve Světové federaci neslyšících.

## Autor
Již v roce 1945 vydal monografii o mechanismech tvorby lidského hlasu na podkladě laryngostroboskopického vyšetření a dospěl k řadě dalších poznatků o tvorbě hlasu. Jeho dílo „Lateralita jako pedagogický problém“ podnítila uzákonění možnosti psát a kreslit ve škole i levou rukou. Řešil i problém bilingvismu – dvojjazyčné výchovy dětí od narození v prostředí rodiny. Je autorem monografií, skript, učebnic, příruček a sborníků.

## Z díla
| - Hlas, řeč, sluch (1944) - Poruchy sluchu, poruchy řeči (1953) - Defektologie obecná III (1955) - Výchova leváků v rodině (1958) - Výchovné problémy leváctví (1960) - Lateralita jako pedagogický problém (1962) - Logopedická péče ve zvláštní škole (1965) | - Somatopatologie (1966) - Metodika výchovy leváků (1966) - Defektologický slovník (1978) - Logopedie - didaktika a metodika (1984) - Nárys speciální pedagogiky (1986) - Učení - nemusí být - mučení (1989) - Logopedie předškolního věku ( vyd. ještě v 1989) |